# Tamara Wolkonsky
Tamara Wolkonsky, född von Rosen 3 maj 1894 på föräldragodset Gorai, Plerskau, Ryssland, död 1 juli 1966 i Stockholm, född baronessa, sedermera genom äktenskap prinsessa och yrkesverksam som målare. 
Wolkonsky var från 6 maj 1923 gift med prins Grégoire Wolkonsky. Efter ryska revolutionen 1917 lämnade hon Ryssland och var bosatt i Estland till andra världskrigets utbrott 1939. Hon och hennes man bosatte sig då i Stockholm. Hon studerade miniatyrmåleri i S:t Petersburg och utförde efter sina studier porträtt av sina societetsbekantskaper men det var först i samband med flytten till Stockholm som hon försörjde sig som konstnär. Tillsammans med Olga Cronstedt och Carla Wellendorf ställde hon ut miniatyrmålningar på Galerie Moderne i Stockholm 1942 samt egen utställning på Atelier Borgila 1944. 
Wolonsky dog 72 år gammal den 1 juli 1966 och begravdes på Skogskyrkogården. Vid hennes grav står ett enkelt stenkors utan inskription. Graven ligger i kvarter 18 och har nummer 00043. 